# Associazione Calcio Lumezzane 2016-2017
Questa voce raccoglie le informazioni riguardanti l'Associazione Calcio Lumezzane nelle competizioni ufficiali della stagione 2016-2017.

## Stagione
Nella stagione 2016-2017 nella Coppa Italia Lega Pro, la squadra valgobbina viene eliminata nella fase a gironi, arrivando seconda nel Girone A a seguito della vittoria (0-2) sul Renate e della sconfitta (0-2) con la Giana Erminio. In campionato, dopo la sconfitta (2-0) subita nell'ottava giornata contro il Santarcangelo, l'allenatore Antonio Filippini viene esonerato e al suo posto viene ingaggiato Luciano De Paola. La squadra termina il girone d'andata al 12º posto con 21 punti. Dopo la 24ª giornata, De Paola viene a sua volta esonerato e sostituito dalla coppia formata da Mauro Bertoni, responsabile dell'area tecnica, ed Aldo Nicolini, tecnico della squadra Berretti. Il Lumezzane conclude la stagione al penultimo posto con 34 punti, disputando così il Play out contro il Teramo 16º classificato. Pareggiando entrambe le gare, (1-1) al Saleri e (0-0) a Teramo, la squadra rossoblù retrocede in Serie D a causa del peggior piazzamento in classifica rispetto agli avversari. È un arrivederci, perché il nuovo Lumezzane ritornerà tra i professionisti in Serie C nella stagione 2023-2024.

## Rosa
Rosa tratta dal sito ufficiale del Lumezzane
| N. |                      | Ruolo | Calciatore              |
| -- | -------------------- | ----- | ----------------------- |
| 1  | Italia (bandiera)    | P     | Alessandro Pasotti      |
| 2  | Argentina (bandiera) | D     | Luciano Bonomo          |
| 3  | Italia (bandiera)    | D     | Ferdinando Raucci       |
| 4  | Italia (bandiera)    | C     | Tommaso Arrigoni        |
| 5  | Italia (bandiera)    | C     | Matteo Calamai          |
| 6  | Italia (bandiera)    | D     | Federico Sorbo          |
| 7  | Italia (bandiera)    | A     | Tommaso Lella           |
| 7  | Italia (bandiera)    | A     | Savino Leonetti         |
| 8  | Italia (bandiera)    | A     | David Speziale          |
| 9  | Italia (bandiera)    | A     | Riccardo Barbuti        |
| 9  | Italia (bandiera)    | A     | Emanuele Marra          |
| 10 | Francia (bandiera)   | C     | Gaël Genevier           |
| 11 | Italia (bandiera)    | A     | Antonio Bacio Terracino |
| 12 | Italia (bandiera)    | P     | Gianmarco Fiory         |

| N. |                    | Ruolo | Calciatore            |
| -- | ------------------ | ----- | --------------------- |
| 13 | Italia (bandiera)  | D     | Francesco Rapisarda   |
| 14 | Italia (bandiera)  | D     | Emanuele Allegra      |
| 15 | Italia (bandiera)  | C     | Raoul Vaccaro         |
| 16 | Italia (bandiera)  | A     | Vito Leonetti         |
| 17 | Ecuador (bandiera) | A     | Kevin Marcillo Varas  |
| 18 | Italia (bandiera)  | A     | Simone Russini        |
| 19 | Italia (bandiera)  | D     | Federico Brusacà      |
| 20 | Italia (bandiera)  | C     | Antonio Gentile       |
| 21 | Italia (bandiera)  | A     | Fabio Padulano        |
| 22 | Italia (bandiera)  | P     | Jacopo Furlan         |
| 23 | Italia (bandiera)  | D     | Giangiacomo Magnani   |
| 24 | Italia (bandiera)  | D     | Massimiliano Tagliani |
| 25 | Italia (bandiera)  | C     | Samuele Farimbella    |
| 27 | Italia (bandiera)  | C     | Fabio Oggiano         |

## Staff tecnico
Area direttiva
- Presidente: Sauro Notari
- Amministratore unico: Renzo Cavagna

Area tecnica
- Responsabile area tecnica: Mauro Bertoni (1ª-25ª)[5]
- Allenatore: Antonio Filippini (1ª-8ª), Luciano De Paola (9ª-24ª), Mauro Bertoni e Aldo Nicolini (25ª-38ª e play-out)
- Allenatore in seconda: Mirco Gasparetto (1ª-38ª e play-out)
- Preparatore dei portieri: Nadir Brocchi
- Preparatore atletico: Alessandro Spaggiari

Area sanitaria
- Responsabile sanitario: Bruno Giuliani
- Medico sociale: Elio Domeneghini
- Massofisioterapista: Italo Mini
- Fisioterapisti: Mauro Botticini, Pietro Facchi

## Risultati

### Lega Pro

#### Girone di andata
| Arbitro: | Pietropaolo (Modena) |

|                                 |           |  |
| Bacio Terracino 50’ Barbuti 53’ | Marcatori |  |

| Arbitro: | Capone (Palermo) |

|            |           |  |
| Calaiò 82’ | Marcatori |  |

| Arbitro: | Natilla (Molfetta) |

|  |           |           |
|  | Marcatori | 83’ Musto |

| Arbitro: | Meleleo (Casarano) |

|                      |           |                               |
| Guerra 44’ Luche 73’ | Marcatori | 26’ Sorbo 55’ (aut.) Codromaz |

| Arbitro: | Luciano (Lamezia Terme) |

|                          |           |               |
| Bacio Terracino 37’, 72’ | Marcatori | 69’ Grandolfo |

| Arbitro: | Schirru (Nichelino) |

|                                |           |  |
| Ferrari 25’ Allegra 77’ (aut.) | Marcatori |  |

| Lumezzane 1 ottobre 2016, ore 14:30 CEST 7ª giornata | Lumezzane          | 0 – 0 referto | Reggiana | Stadio Tullio Saleri (500 spett.)\| Arbitro: \| Zanonato (Vicenza) \| |
| Arbitro:                                             | Zanonato (Vicenza) |               |          |                                                                       |

| Arbitro: | Meraviglia (Pistoia) |

|                            |           |  |
| Sirignano 51’ Merini 90+1’ | Marcatori |  |

| Lumezzane 15 ottobre 2016, ore 14:30 CEST 9ª giornata | Lumezzane          | 0 – 0 referto | Modena | Stadio Tullio Saleri (400 spett.)\| Arbitro: \| Guarnieri (Empoli) \| |
| Arbitro:                                              | Guarnieri (Empoli) |               |        |                                                                       |

| Lumezzane 22 ottobre 2016, ore 14:30 CEST 10ª giornata | Lumezzane           | 0 – 0 referto | Forlì | Stadio Tullio Saleri (300 spett.)\| Arbitro: \| Fiorini (Frosinone) \| |
| Arbitro:                                               | Fiorini (Frosinone) |               |       |                                                                        |

| Arbitro: | Luciano (Jesi) |

|                  |           |  |
| Sorbo 74’ (aut.) | Marcatori |  |

| Arbitro: | Vigile (Cosenza) |

|  |           |                 |
|  | Marcatori | 32’ De Agostini |

| Arbitro: | Nicoletti (Catanzaro) |

|  |           |             |
|  | Marcatori | 15’ Barbuti |

| Arbitro: | De Tullio (Bari) |

|  |           |                   |
|  | Marcatori | 48’ (aut.) Bonomo |

| Bolzano 26 novembre 2016, ore 14:30 CET 15ª giornata | Südtirol           | 0 – 0 referto | Lumezzane | Stadio Druso (400 spett.)\| Arbitro: \| D'Ascanio (Ancona) \| |
| Arbitro:                                             | D'Ascanio (Ancona) |               |           |                                                               |

| Arbitro: | Pietropaolo (Modena) |

|                               |           |  |
| Mastroianni 58’ Agnello 90+1’ | Marcatori |  |

| Arbitro: | Santoro (Messina) |

|                         |           |  |
| Barbuti 51’ (rig.), 90’ | Marcatori |  |

| Arbitro: | Capraro (Cassino) |

|  |           |                                  |
|  | Marcatori | 34’ Bacio Terracino 82’ Speziale |

| Lumezzane 18 dicembre 2016, ore 14:30 CEST 19ª giornata | Lumezzane           | 0 – 0 referto | Padova | Stadio Tullio Saleri (500 spett.)\| Arbitro: \| De Regimis (Teramo) \| |
| Arbitro:                                                | De Regimis (Teramo) |               |        |                                                                        |

#### Girone di ritorno
| Arbitro: | De Angeli (Abbiategrasso) |

|               |           |                   |
| Sansovini 55’ | Marcatori | 90+3’ V. Leonetti |

| Arbitro: | Cipriani (Empoli) |

|  |           |                             |
|  | Marcatori | 4’ Scavone 54’ A. Lucarelli |

| Arbitro: | Guida (Salerno) |

|                 |           |  |
| D. Ferretti 29’ | Marcatori |  |

| Arbitro: | Robilotta (Sala Consilina) |

|  |           |             |
|  | Marcatori | 43’ Surraco |

| Arbitro: | Balice (Termoli) |

|                          |           |  |
| Pasini 27’ Grandolfo 66’ | Marcatori |  |

| Arbitro: | Piscopo (Imperia) |

|                     |           |                          |
| Bacio Terracino 86’ | Marcatori | 21’ Garofalo 52’ Zampano |

| Arbitro: | Zingarelli (Siena) |

|                                  |           |  |
| Cesarini 43’ (rig.) Contessa 87’ | Marcatori |  |

| Lumezzane 26 febbraio 2017, ore 14:30 CET 27ª giornata | Lumezzane           | 0 – 0 referto | Santarcangelo | Stadio Tullio Saleri (200 spett.)\| Arbitro: \| N. Marini (Trieste) \| |
| Arbitro:                                               | N. Marini (Trieste) |               |               |                                                                        |

| Arbitro: | Capone (Palermo) |

|         |           |              |
| Diop 6’ | Marcatori | 82’ Speziale |

| Arbitro: | Panarese (Lecce) |

|             |           |                                      |
| Succi 45+2’ | Marcatori | 16’, 41’ Bacio Terracino 90+4’ Marra |

| Arbitro: | Guarnieri (Empoli) |

|              |           |                     |
| Tagliani 18’ | Marcatori | 90+4’ (rig.) Quadri |

| Arbitro: | Nicoletti (Catanzaro) |

|                                                                                |           |                         |
| Berrettoni 38’ Cattaneo 45’ Burrai 50’ Marchi 66’ Martignago 82’, 89’ Arma 90’ | Marcatori | 9’ Magnani 26’ Speziale |

| Arbitro: | D'Apice (Arezzo) |

|                           |           |              |
| S. Leonetti 31’ Lella 80’ | Marcatori | 58’ Frediani |

| Arbitro: | Meraviglia (Pistoia) |

|                |           |                 |
| Sorrentino 86’ | Marcatori | 33’ S. Leonetti |

| Arbitro: | De Santis (Lecce) |

|  |           |             |
|  | Marcatori | 48’ Gliozzi |

| Arbitro: | Volpi (Arezzo) |

|                     |           |               |
| Speziale 14’ (rig.) | Marcatori | 34’ Di Ceglie |

| Arbitro: | Maggioni (Lecco) |

|            |           |                           |
| Regoli 14’ | Marcatori | 8’ (rig.) Bacio Terracino |

| Arbitro: | Marchetti (Ostia Lido) |

|                        |           |                         |
| S. Leonetti 32’ (rig.) | Marcatori | 2’ Ferrani 17’ Melandri |

| Arbitro: | Bertani (Pisa) |

|                             |           |  |
| Altinier 35’ Mandorlini 75’ | Marcatori |  |

### Play-out
| Arbitro: | Viotti (Tivoli) |

|                       |           |            |
| Bacio Terracino 45+1’ | Marcatori | 60’ Spighi |

| Teramo 28 maggio 2017, ore 16:30 CEST Ritorno | Teramo           | 0 – 0 referto | Lumezzane | Stadio Gaetano Bonolis (2 248 spett.)\| Arbitro: \| Balice (Termoli) \| |
| Arbitro:                                      | Balice (Termoli) |               |           |                                                                         |

### Coppa Italia Lega Pro

#### Girone A
| Arbitro: | D'Ascanio (Ancona) |

|  |           |                                    |
|  | Marcatori | 56’ Varas Marcillo 60’ V. Leonetti |

| Arbitro: | Garofalo (Torre del Greco) |

|  |           |                           |
|  | Marcatori | 25’ Marotta 52’ Chiarello |